# Померан
Померанът  е порода кучета от типа шпиц, която е кръстена за района на Померания в Северозападна Полша и Североизточна Германия в Централна Европа. Класифициран като порода кучета-играчки поради малките си размери, произходът на помераните е от по-големи кучета тип шпиц, по-специално от немския шпиц. Международната федерация по кинология определя, че е част от немската порода Шпиц; а в много страни те са известни като Zwergspitz („джудже-шпиц“).
Породата става популярна заради редица кралски особи от 18 век, собственици на померански шпицове. Кралица Виктория притежава особено дребно померанче и поради това тази малка порода става всеобщо популярна. Само по времето на кралица Виктория размерът на породата намалява наполовина. Като цяло померанчето е здраво куче. Най-честите здравословни проблеми са луксация на колянната капачка и сривът на трахеята. По-рядко породата може да има алопеция X, състояние на кожата, разговорно известно като „заболяване на черната кожа“. Това е генетично заболяване, при което кожата на кучето започва да почернява и губи цялата или по-голямата част от космената си покривка. От 2013 г. по отношение на данните за регистрация, поне от 1998 г. породата се нарежда сред първите петдесет най-популярни породи в САЩ, а настоящата мода за малки кучета увеличи популярността им в световен мащаб.

## Външен вид
Помераните са малки кучета, тежащи 1,36 – 3,17 килограма (3,0 – 7,0 фунта) и високи 8 – 11 инча (18 – 25 см) при холката. Те са компактни, но здрави кучета с изобилна текстурирана козина със силно набраздена опашка, поставена високо и плоско. Горната козина оформя козина на шията, с която Poms са добре известни, а те имат и ресни от пераща коса на задните части.
Най-ранните примери за породата са бели или понякога кафяви или черни. Кралица Виктория приема малко червено померанче през 1888 г., което прави този цвят модерен до края на 19 век. В днешно време помераните се срещат в голямо разнообразие от цветове, включително бяло, черно, кафяво, червено, оранжево, кремаво, синьо, сабо, черен и тен, кафяв и тен, петнист, тигров, плюс комбинации от тези цветове. Най-често срещаните цветове са оранжево, черно или кремаво / бяло.
Мерле померанът е нов цвят, разработен от развъдчиците. Това е комбинация от плътен основен цвят с по-светъл синьо / сив пластир, който придава плътен ефект. Най-често срещаните базови цветове за ефекта са червено / кафяво или черно, въпреки че може да се появи и с други цветове. Комбинации като бръндъл (тигров) мерле или „чернодробен“ мерле не се приемат в стандарта на породата. Освен това, очите, носа и кожата на лапите са с цвят „marshmallow“, различни части на окото могат да са сини, а цветът на носа и кожата на лапите може да бъде изпъстрена с розови и черни петна.
Помераните имат гъста, двойна козина. Въпреки че отглеждането не е трудно, животновъдите препоръчват да се прави ежедневно, за да се поддържа качеството на козината и поради нейната дебелина и постоянното разпръскване, с подстригване на всеки 1 – 2 месеца. Външната козина е дълга, права и с груба текстура, докато подкосъмът е мек, гъст и къс. Козината се заплита лесно и се заплита, особено когато се облива подкосъмът, което се случва два пъти годишно.

## Темперамент
Помераните обикновено са приятелски настроени, живи и игриви. Те могат да бъдат агресивни с други кучета и хора, за да се опитат да се докажат. Помераните са нащрек и осъзнават промените в средата си и лаенето на нови стимули може да се превърне в навик да лаят прекомерно във всяка ситуация. Те са донякъде защитни на своята територия и по този начин могат да лаят, когато чуят външни шумове. Помераните са интелигентни, реагират добре на обучение и могат да бъдат много успешни в получаването на това, което искат от собствениците си. Те са екстровертирани и се радват да бъдат център на вниманието, но могат да станат доминиращи, волеви и упорити, ако не са добре обучени и социализирани. Използването на играчки може да бъде ефективно средство за обучение на помераните да прекарват времето си сами. Помераните се разбират страхотно с деца над 5 години.

## Здраве
Продължителността на живота на померан е от 12 до 16 години. Добре отгледаното куче на добра диета с подходящи упражнения ще има малко здравословни проблеми; и ако е поддържан подреден и годен, померанче е здраво куче. Породата има подобни здравословни проблеми с много породи кучета, въпреки че някои проблеми, като дисплазия на тазобедрената става, са рядкост поради лекото натрупване на помераните. Някои здравословни проблеми могат да се развият в резултат на липса на внимание към грижа и почистване на зъби, уши и очи. С рутинната грижа тези проблеми могат да бъдат избегнати. Те са предразположени към ранна загуба на зъби и се препоръчва суха храна. Poms са една от породите с най-малък среден размер на котилото, като различни източници дават брой между 1,9 и 2,7 кученца на носилка.

### Чести проблеми
Кучетата с цвят на мерле могат да имат лека до тежка глухота, слепота, повишено вътреочно налягане, аметропия, микрофталмия и колобоми. Кучетата Merle, родени от родители, които са и двамата, могат допълнително да имат аномалии на скелетната, сърдечната и репродуктивната система.
Луксозната патела е друг здравословен проблем в померанската порода. Възниква, когато чрез малформация или травма, гребените, образуващи пателарния канал в коляното, не са изпъкнали и са твърде плитки, за да позволят на патела да седи правилно. Това може да накара патела да се „луксира“ (скочи от канала) настрани, което ще доведе до затваряне на крака с ходилото от земята. Докато мускулите са свити, патела може да не се върне в правилната позиция. Първоначалната болка се причинява от плъзгането на капачката на коляното по гребените на бедрената кост. Веднъж излязло от положение, кучето не усеща никаква болка, причинена от подхлъзналия диск.
Сривът на трахеята се причинява от отслабване на трахеалните пръстени във вятърната тръба. Тя възниква, когато пръстените, които обикновено поддържат формата на вятърната тръба, се сриват, затваряйки дихателните пътища. Симптомите на колапс включват дрънкаща кашлица, която може да звучи подобно на гъска кокал, непоносимост към упражнения, заклинания при припадане и кашлица, която се влошава от горещо време, упражнения и вълнение. Тенденцията за епизоди на срив в трахеята обикновено се увеличава по честота и тежест с напредване на възрастта на кучето.
При помераните възниква състояние, често наричано „заболяване на черната кожа“, което е комбинация от алопеция (косопад) и хиперпигментация (потъмняване на кожата). Други имена за това състояние включват вълнеста козина, палто фънк, болест на псевдо-Кушинг или синдром на тежък косопад. Това състояние засяга мъжките померани повече от женскте и може да бъде наследствено. Въпреки че повечето засегнати кучета показват признаци след пубертета, той може да се появи на всяка възраст. Други състояния могат да имитират това състояние, включително синдром на Кушинг, хипотиреоидизъм, хронични кожни инфекции и нарушения на репродуктивните хормони.
Друго често срещано разстройство при мъжете померани е крипторхизмът. Това е когато единият или и двата тестиса не се спускат в скротума. Лекува се чрез хирургично отстраняване на задържания тестис.

### Упражнение
Померанът е малка, но енергична порода кучета. Въпреки че помераните се ползват от често внимание, те се нуждаят от сравнително малко упражнения: препоръчва се да ги правите на няколко ежедневни разходки и да ги оставяте да се движат из затворено пространство.

## История

### Произход
Предшественици на днешната померанска порода бяха едри работни кучета от арктическите региони. Тези кучета обикновено са известни като типа Волфшпиц или Шпиц, което е немски за „остра точка“, което е терминът, използван първоначално от граф Еберхард зу Сайн през 16 век като препратка към особеностите на носа и муцуната на кучето. Померанецът се счита за произхождащ от немския шпиц.
Смята се, че породата е получила името си чрез асоциация с района, известен като Померания, който се намира в Северна Полша и Германия по протежение на Балтийско море. Въпреки че не е произходът на породата, тази зона е кредитирана с развъждането, което доведе до оригиналния померански тип куче. До въвеждането на породата в Обединеното кралство липсваше подходяща документация.
Едно ранно модерно регистрирано позоваване на помераната помера е от 2 ноември 1764 г., в дневников запис в Босуел на Джеймс Босуел на Големия тур: Германия и Швейцария. „Французинът имаше куче померан на име Помер, към което той беше силно любим.“ Потомството на померан и вълк, отгледано от търговец на животни от Лондон, се обсъжда в „Обиколката на Томас Пенант“ в Шотландия от 1769 г.
Двама членове на британското кралско семейство повлияха на еволюцията на породата. През 1767 г. кралица Шарлот, кралица на английския крал Джордж III, довежда двама померани в Англия.
Наречени Фийби и Меркурий, кучетата са изобразени в картини на сър Томас Гейнсбъро. Тези картини изобразявали куче, по-голямо от съвременната порода, с тегло около 30 – 50 фунта (14 – 23 кг), но показващо съвременни черти като тежката козина, ушите и опашката, свити над гърба.
Кралица Виктория, внучката на кралица Шарлот, също беше ентусиаст и създаде голям развъдник. Едно от любимите ѝ кучета беше сравнително малко червено сабо померанче, което тя вероятно нарече „Марко на Уиндзор“ и беше съобщено, че тежи само 12 фунта (5,4 кг). Когато за първи път излага Марко през 1891 г., това кара помераните от по-малък тип да станат веднага популярни и животновъдите започват да селектират само по-малките екземпляри за разплод. По време на нейния живот размерът на померанската порода е намалял с 50%. Кралица Виктория работи за подобряването и популяризирането на поморската порода, като внася по-малки померани с различни цветове от различни европейски страни, за да добави към развъдната си програма. Кралските собственици през този период също включват Хосефин де Бохарна, съпруга на Наполеон I от Франция, и английския крал Джордж IV.
Първият клуб за порода е създаден в Англия през 1891 г., а първият стандарт за порода е написан малко след това. Първият член на породата е регистриран в Америка в Американския киноложки клуб през 1898 г., а той е признат през 1900 г.
През 1912 г. двама померани са сред само три кучета, за да оцелеят при потъването на RMS Титанил. Померанчанин, наречен „Лейди“, собственост на госпожица Маргарет Хейс, избяга със собственика си в спасителна лодка номер седем, докато Елизабет Барет Ротшилд взе домашния си любимец, за да се предпази с нея в спасителна лодка номер шест.
Глен Роуз Флашауей спечели групата с играчки на изложбения кучешки клуб в Уестминстър през 1926 г., първият померанец, спечелил група в Уестминстър. Ще отнеме до 1988 г. първото померанче, „Великият бряст принц II“, за да спечели наградата за най-добър в шоуто от Уестминстърския киноложки клуб.
В стандарта, публикуван през 1998 г., померанът е включен в германския стандарт шпиц, заедно с Кийсхонд, от Международния международен фестивал за кинология. Според стандарта „Шпицовите породи са завладяващи“ и имат „уникален характерен, нахален вид“.

### Популярност
Померанът е сред по-популярните породи кучета в САЩ, като постоянно присъства в топ 20 на регистрираните породи кучета от AKC поне от 1998 г. насам, когато беше класиран №10; породата беше №17 в класацията за 2011 г., като изпусна две петна от предходната година. През 2012 и 2013 г. тя остана в челната двадесет и беше класирана на # 19. През 2015 г. породата падна до # 21, падайки още до # 22 както през 2016, така и през 2017 година.
Не е включен в топ 20-те породи във Великобритания нито през 2007 г., нито през 2008 г. В Австралия популярността им намалява след 1986 г., като пик от 1128 померани са регистрирани в Австралийския национален съвет по кинолозите през 1987 г.; само 577 са регистрирани през 2008 г. Това е увеличение спрямо 2004 г., когато са регистрирани само 491 кучета. Признава се, че обикновеният померан е посочен като 27-ото най-интелигентно куче с немската овчарка, седнала на не 1.
Той е по-популярен в американските градове през 2008 г., класирайки съвместна десета (с американски булдог) в Детройт и Орландо, девети в Лос Анджелис, съвместна седма в Сиатъл (отново с американския булдог), но трета в Хонолулу, само победена от ретривърът лабрадор и немската овчарка.

## Галерия
- Кафяво-рижав померан
- Померан (около 1915)
- Черно-кафяв померан